# Gimme Some Truth (film)
Gimme Some Truth: The Making of John Lennon's Imagine Album è un documentario del 2000 diretto da Andrew Solt sulla realizzazione del celebre album Imagine di John Lennon.

## Descrizione
Si tratta di un documentario "dietro le quinte" per raccontare la produzione di uno dei lavori musicali più duraturi del John Lennon solista.

## Home video
Nel 2018, è stato pubblicato in formato DVD e Blu-ray insieme alla versione restaurata del film Imagine del 1972.

## Riconoscimenti
- 2001 - Grammy Award
  - Best Long Form Music Video